# Massimo Bonini
Massimo Bonini (* 13. října 1959, San Marino) je bývalý sanmarinský fotbalista, který hrál na postu záložníka. Začínal v klubu AC Juvenes/Dogana, v letech 1981 až 1988 byl hráčem Juventusu. V roce 1983 obdržel Cenu Bravo pro nejlepšího mladého evropského fotbalistu. Protože v dobách jeho největší slávy ještě nebylo San Marino členem UEFA, hrál v mládežnických výběrech Itálie; po vytvoření sanmarinské fotbalové reprezentace v roce 1990 za ni nastoupil v devatenácti mezistátních utkáních. Po ukončení aktivní kariéry se stal trenérem. Je zástupcem San Marina ve výběru UEFA Jubilee 52 Golden Players.

## Úspěchy
- mistr Itálie: 1982, 1984, 1986
- Coppa Italia: 1983
- Pohár mistrů evropských zemí 1984/85
- Pohár vítězů pohárů 1983/84
- Interkontinentální pohár 1985